# یوردانکا بلاگووا
یوردانکا بلاگووا (بلغاری: Йорданка Благоева؛ زادهٔ ۱۹ january ۱۹۴۷ (۷۸ سال)) ورزشکار دو و میدانی اهل بلغارستان است.
وی در مسابقات کشوری و بین‌المللی در مجموع برندهٔ ۲ مدال طلا، ۲ مدال نقره، ۲ مدال برنز شده‌است.